# Christhard Lück
Christhard Lück (* 5. Januar 1967 in Hagen, Westfalen) ist ein deutscher evangelischer Theologe, Autor und Religionspädagoge.

## Leben
Lück wurde 1967 geboren. Nach dem Abitur am Ernst-Meister-Gymnasium in Hagen-Haspe studierte er von 1986 bis 1993 Evangelische Theologie und Pädagogik in Wuppertal, Bochum und Münster. 1993 schloss er sein Studium mit dem Ersten Theologischen Examen in Bielefeld ab. In den Jahren 1994 bis 2000 arbeitete er als wissenschaftlicher Mitarbeiter am Seminar für Praktische Theologie und Religionspädagogik an der Westfälischen Wilhelms-Universität Münster. Zwischen 2000 und 2003 war er Vikar in der Evangelischen Kirchengemeinde Wolbeck. 2002 wurde er an der Westfälischen Wilhelms-Universität Münster zum Doktor der Theologie mit summa cum laude promoviert. Die Dissertation Religionsunterricht in der Grundschule – aber wie? wurde am 16. Januar 2004 mit einem der Promotionspreise der Theologischen Fakultäten der WWU Münster ausgezeichnet. 2003 legte Lück das Zweite Theologische Examen in Bielefeld ab und habilitierte sich im Fach Evangelische Theologie an der Evangelisch-Theologischen Fakultät der Westfälischen Wilhelms-Universität Münster mit einer Monografie zum Beruf des Religionslehrers. Nach einer Lehrstuhlvertretung an der Bergischen Universität Wuppertal im Wintersemester 2003/2004 und im Sommersemester 2004 übte Christhard Lück seit dem 22. Dezember 2004 ebendort das Amt eines Universitätsprofessors für Religionspädagogik und Didaktik der Evangelischen Religionslehre aus. Am 22. Dezember 2019 feierte der evangelische Theologe an der Wuppertaler Universität sein fünfzehnjähriges Dienstjubiläum. Am 31. Dezember 2019 trat er aus gesundheitlichen Gründen in den Ruhestand. Christhard Lück wurde dreimal (2007, 2008, 2014) mit dem Lehrpreis der Bergischen Universität Wuppertal („Bergischer Lehrlöwe“) für herausragende Hochschullehre ausgezeichnet. 2012 publizierte er die Resultate einer umfangreichen empirischen Forschungsarbeit zu den Studienmotiven, -erwartungen, -belastungen und -zielen von 1603 Studierenden der evangelischen und katholischen Theologie und Religionspädagogik in Deutschland. 2014 präsentierte er zusammen mit Martin Rothgangel (Universität Wien) und Philipp Klutz (Katholische Privat-Universität Linz) die Ergebnisse einer von der Evangelischen Kirche im Rheinland in Auftrag gegebenen Befragung von knapp 1100 Religionslehrkräften aller Schulformen aus dem Jahr 2013 einer breiteren Öffentlichkeit.
Lücks Forschungs- und Publikationsschwerpunkte sind die Theorie und Praxis des Religionsunterrichts in der Grundschule, die Bibeldidaktik, der konfessionell-kooperative Religionsunterricht, die empirische Religionspädagogik (quantitatives Methoden Paradigma) sowie die Kommunikation des Evangeliums im Umfeld des modernen Fußballs. Des Weiteren veröffentlicht er, zumeist gemeinsam mit dem Fachleiter a. D. und dem Lehrbeauftragten an der Bergischen Universität Wuppertal Gunther vom Stein, schulformspezifische Unterrichtentwürfe und -materialien für den schulischen Religionsunterricht. In seiner Freizeit schreibt er zusammen mit Andrea Timm Kriminalromane, die im kirchlichen Milieu beheimatet sind.

## Veröffentlichungen

### Monografien
- Religionsunterricht an der Grundschule. Studien zur organisatorischen und didaktischen Gestalt eines umstrittenen Schulfaches (= Arbeiten zur Praktischen Theologie. Bd. 22). EVA, Leipzig 2002, ISBN 3-374-01992-7.
- Beruf Religionslehrer. Selbstverständnis – Kirchenbindung – Zielorientierung (= Arbeiten zur Praktischen Theologie. Bd. 25). EVA, Leipzig 2003, ISBN 3-374-02097-6.
- mit Christian Grethlein: Religion in der Grundschule. Ein Kompendium. Vandenhoeck & Ruprecht, Göttingen 2006, ISBN 3-525-61012-2.
- Religion studieren. Eine bundesweite empirische Untersuchung zu der Studienzufriedenheit und den Studienmotiven und -belastungen angehender Religionslehrer/innen (= Forum Theologie und Pädagogik. Bd. 22). LIT-Verlag, Berlin/Münster u. a. 2012, ISBN 978-3-643-11361-0.
- mit Inga Effert, Anika Loose und Gunther vom Stein: Der Tod als Anfrage an das Leben. Differenziertes Material für den Religionsunterricht in den Klassen 7–10. Vandenhoeck & Ruprecht, Göttingen 2017, ISBN 978-3-525-77018-4.

### Herausgeberschaften
- mit Michael Kappes, Dorothea Sattler, Werner Simon und Wolfgang Thönissen: Trennung überwinden. Ökumene als Aufgabe der Theologie (= Theologische Module. Bd. 2). Herder, Freiburg i. Br. 2007, ISBN 978-3-451-29377-1.
- mit Martin Rothgangel und Philipp Klutz: Praxis Religionsunterricht. Einstellungen, Wahrnehmungen und Präferenzen von ReligionslehrerInnen (= Religionspädagogik innovativ. Bd. 10). Kohlhammer, Stuttgart 2017, ISBN 978-3-17-028945-1.

### Religionsdidaktische Entwürfe
- mit Gunther vom Stein: Krimis in der Bibel. In: Religion, Unterrichtsmaterialien Sek. I. Bergmoser + Höller, Aachen 2010.
- mit Dietmar Kehlbreier: Fußball und Religion. In: Religion, Unterrichtsmaterialien Sek. I. Bergmoser + Höller, Aachen 2011.
- mit Gunther vom Stein: Krimis in der Bibel, Teil 2. In: Religion, Unterrichtsmaterialien Sek. I. Bergmoser + Höller, Aachen 2011.
- mit Gunther vom Stein: Gehe hin und handle ebenso – Diakonie. In: Religion, Unterrichtsmaterialien Sek. I. Bergmoser + Höller, Aachen 2012.
- mit Gunther vom Stein: Erfahrungen mit dem Propheten Elija. In: Religion, Unterrichtsmaterialien Sek. I. Bergmoser + Höller, Aachen 2012.
- mit Gunther vom Stein: Die Taufe – Wasser des Lebens. In: Religion, Unterrichtsmaterialien Sek. I. Bergmoser + Höller, Aachen 2013.
- mit Gunther vom Stein: Brannte nicht unser Herz? – Burnout und Rechtfertigung. In: Religion, Unterrichtsmaterialien Sek. I. Bergmoser + Höller, Aachen 2013.
- mit Gunther vom Stein, Dietmar Kehlbreier und Christian Jänig: Himmelsstürmer. Fußball und Christentum. In: Religion, Unterrichtsmaterialien Sek. I. Bergmoser + Höller, Aachen 2014.
- mit Gunther vom Stein: Stark sein und schwach sein – König David. In: Religion, Unterrichtsmaterialien Sek. I. Bergmoser + Höller, Aachen 2015.
- mit Gunther vom Stein, Christina Sirsch, Nadja Eich und Jennifer Patten: Jenseits von Eden – Biblische Urgeschichten (Gen 3-11). In: Religion, Unterrichtsmaterialien Sek. I. Bergmoser + Höller, Aachen 2016.

### Aufsätze und Beiträge
- Die Zukunft des Faches Religion aus der Sicht von Religionslehrerinnen und -lehrern. Ökumenisch-konfessionelle Kooperationen als tragendes Prinzip des Religionsunterrichts. In: Religion heute o. Jg. (2004), H. 58, 113–127.
- Konfirmandenunterricht – quo vadis? Religionspädagogische und -didaktische Reflexionen in Auseinandersetzung mit einem neuen Praxismodell für eine handlungsorientierte Konfirmandenarbeit, In: Loccumer Pelikan, o. Jg., H. 03/2004, S. 161–165.
- „Weil Jesus sehen wollte, wie schön die Frau von Zachäus war.“ Überlegungen zur Bibeldidaktik in der Primarstufe. In: Kurt Erlemann, Dieter Vieweger, Thomas Wagner (Hrsg.): Kontexte. Biografische und forschungsgeschichtliche Schnittpunkte der alttestamentlichen Wissenschaft. Neukirchener Verlag, Neukirchen-Vluyn 2008, ISBN 978-3-7887-2284-5, S. 417–443.
- mit Werner Simon: Konfessionalität und ökumenische Ausrichtung des Religionsunterrichts. In: Michael Kappes, Christhard Lück, Dorothea Sattler u. a. (Hrsg.): Trennung überwinden. Ökumene als Aufgabe der Theologie (= Theologische Module. Bd. 2). Herder, Freiburg i. Br. 2007, ISBN 978-3-451-29377-1, S. 138–208.
- mit Michael Domsgen: Konfirmandenunterricht zu Beginn des 21. Jahrhunderts. Entwicklungen – Ansätze – Perspektiven. In: ThLZ 133 (2008), H. 12, S. 1283–1306.
- Lehramtsstudierende der Evangelischen und Katholischen Theologie und ihre Zugänge zur Bibel. Einige empirische Einsichten und hochschuldidaktische Erwägungen. In: Thomas Wagner, Jonathan M. Robker, Frank Ueberschaer (Hrsg.): Text – Textgeschichte – Textwirkung. Ugarit, Münster 2014, ISBN 978-3-86835-132-3, S. 683–702.
- „Ich hoffe, dass man auch im Himmel Fußball spielen kann!“ – Kommunikation des Evangeliums in der Gegenwart im Umfeld des modernen Fußballs. In: Bernd Schröder, Michael Domsgen (Hrsg.): Kommunikation des Evangeliums. Leitbegriff der Praktischen Theologie. EVA, Leipzig 2014, ISBN 978-3-374-03878-7, S. 201–229.
- Evangelischer Religionsunterricht heute und morgen. Perspektiven von Religionslehrerinnen und -lehrern. In: ThLZ 140 (2015), S. 584–590.
- Hat der Religionsunterricht Zukunft? In: Loccumer Pelikan, o. Jg., H. 04/2015, S. 161–165.
- „96, alte Liebe“ oder „You´ll never walk alone“ – Fangesänge und ihre religiösen Implikationen als Gegenstände eines lebensweltorientierten Religionsunterrichts. In: Loccumer Pelikan, o. Jg., H. 01/2016, S. 36–42.
- mit Inga Effert: „Ich bin ausgeschüttet wie Wasser“ (Ps 22,15) – Stress und Burnout in der modernen Arbeitswelt und der evangelisch-reformatorische Glaube. In: Loccumer Pelikan, o. Jg., H. 04/2016, S. 146–151.
- Darstellung und Interpretation der Ergebnisse der quantitativen Untersuchung. In: Martin Rothgangel, Christhard Lück, Philipp Klutz: Praxis Religionsunterricht. Einstellungen, Wahrnehmungen und Präferenzen von ReligionslehrerInnen (= Religionspädagogik innovativ. Bd. 10). Kohlhammer, Stuttgart 2017, ISBN 978-3-17-028945-1, S. 27–124.

### Nicht-wissenschaftliche Veröffentlichungen
- mit Andrea Timm: Der Mond ist aufgegangen. Ein Inselkrimi. Benno, Leipzig 2016, ISBN 978-3-7462-4600-0.
- mit Andrea Timm: Mord an der Klosterschule. Der neue Inselkrimi. Benno, Leipzig 2018, ISBN 978-3-7462-4985-8.